# 紅梅 (北九州市)
紅梅（こうばい）は福岡県北九州市八幡西区の地名。紅梅一丁目から四丁目の町がある。住居表示実施済み。郵便番号は806-0011。

## 地理
八幡西区の北部東側に位置し、北に田町、東に陣山，清納、南に平尾町、南西に東鳴水、西に南八千代町，八千代町、藤田と接する。

## 地域の特徴
北部の一丁目は平坦であるが、南部の四丁目に行くにしたがって起伏が大きくなる。北縁に沿ってJR九州鹿児島本線が走り、その南を国道3号が東西に走る。国道沿いが商業地域のほか、大半は住居地域で、北東部に一部準工業地域がある。二丁目と三丁目の間には山手通りが走っている。

一丁目に八幡紅梅一郵便局，あじさい保育所、二丁目に紅梅町公民館，スピナ 紅梅店、三丁目に日通寺、四丁目に八幡紅梅四郵便局などがある。

## 歴史
かつて北部を東西に走る国道3号には1914年（大正3年）に開通した西鉄北九州線の併用軌道が通っており、紅梅一丁目交差点付近には紅梅停留所（紅梅電停）があったが、1992年（平成4年）に廃止された。

### 地名の由来
大字藤田の字名であり、紅梅姫ゆかりの地であることによる。町内の揚公園も字名に由来している。

紅梅姫には以下のような言い伝えがある。紅梅姫は京都公家の娘で、花尾城主麻生上総介重郷の側室となり寵愛されていた。しかし正室の柏井御前の強い嫉妬や謀略ざん言により、紅梅姫は上総介に疎んぜられるようになり、生きる望みを失った姫は懐剣を自らの胸に刺して自害した。その後、謀略に加担した者に変事が起こり、柏井御前も姫の亡霊にとり殺されたといわれている。また、前田・黒崎一帯では月毛の馬に乗り大空高く飛翔する紅梅姫の姿が度々見られたともいわれている。後悔した上総介は堂宇を建立し、紅梅地蔵を祀ってからは姫の亡霊は成仏し、もとの平穏な日々に戻ったといわれる。なお、堂宇は1945年（昭和20年）8月の八幡大空襲により全焼し、地蔵尊は浄蓮寺に安置されたが、1981年（昭和56年）5月に浄蓮寺婦人会有志により新紅梅地蔵堂が建立された。

### 沿革
- 1969年（昭和44年）6月1日 - 紅梅一丁目 - 四丁目新設[5]。
- 1974年（昭和49年）4月1日 - 八幡区が八幡西区と八幡東区に分かれ、八幡区紅梅一丁目 - 四丁目は八幡西区紅梅一丁目 - 四丁目となる[6]。

### 町名の変遷
| 実施内容          | 実施年月日               | 実施後     | 実施前                                           |
| ----------------- | ------------------------ | ---------- | ------------------------------------------------ |
| 町名新設 住居表示 | 1969年（昭和44年）6月1日 | 紅梅一丁目 | 大字藤田・西通町・久喜町・紅梅町・東浜町の各一部 |
| 町名新設 住居表示 | 1969年（昭和44年）6月1日 | 紅梅二丁目 | 久喜町・紅梅町の各一部                           |
| 町名新設 住居表示 | 1969年（昭和44年）6月1日 | 紅梅三丁目 | 久喜町・紅梅町の各一部                           |
| 町名新設 住居表示 | 1969年（昭和44年）6月1日 | 紅梅四丁目 | 紅梅町・八千代町の各一部                         |

## 世帯数と人口
2025年（令和7年）3月31日現在（北九州市発表）の世帯数と人口は以下の通りである。
| 町         | 世帯数    | 人口    |
| ---------- | --------- | ------- |
| 紅梅一丁目 | 416世帯   | 648人   |
| 紅梅二丁目 | 667世帯   | 1,248人 |
| 紅梅三丁目 | 317世帯   | 498人   |
| 紅梅四丁目 | 379世帯   | 647人   |
| 計         | 1,779世帯 | 3,041人 |

### 人口の変遷
国勢調査による人口の推移。
| 1995年（平成7年）  | 3,048人 | [ 8 ]  |  |
| 2000年（平成12年） | 3,207人 | [ 9 ]  |  |
| 2005年（平成17年） | 3,278人 | [ 10 ] |  |
| 2010年（平成22年） | 3,051人 | [ 11 ] |  |
| 2015年（平成27年） | 3,160人 | [ 12 ] |  |
| 2020年（令和2年）  | 3,029人 | [ 13 ] |  |

### 世帯数の変遷
国勢調査による世帯数の推移。
| 1995年（平成7年）  | 1,334世帯 | [ 8 ]  |  |
| 2000年（平成12年） | 1,553世帯 | [ 9 ]  |  |
| 2005年（平成17年） | 1,567世帯 | [ 10 ] |  |
| 2010年（平成22年） | 1,573世帯 | [ 11 ] |  |
| 2015年（平成27年） | 1,619世帯 | [ 12 ] |  |
| 2020年（令和2年）  | 1,646世帯 | [ 13 ] |  |

## 学区
市立小・中学校に通う場合、学区は以下の通りとなる。
| 丁目       | 街区                    | 小学校                   | 中学校               |
| ---------- | ----------------------- | ------------------------ | -------------------- |
| 紅梅一丁目 | 1 - 4番, 6番, 10 - 11番 | 北九州市立黒崎中央小学校 | 北九州市立花尾中学校 |
| 紅梅二丁目 | 1番, 7 - 8番            | 北九州市立黒崎中央小学校 | 北九州市立花尾中学校 |
| 紅梅三丁目 | 1番                     | 北九州市立黒崎中央小学校 | 北九州市立花尾中学校 |
| 紅梅一丁目 | 5番, 7 - 9番            | 北九州市立黒崎中央小学校 | 北九州市立黒崎中学校 |
| 紅梅二丁目 | 2 - 6番, 9 - 10番       | 北九州市立黒崎中央小学校 | 北九州市立黒崎中学校 |
| 紅梅三丁目 | 2 - 4番                 | 北九州市立黒崎中央小学校 | 北九州市立黒崎中学校 |
| 紅梅四丁目 | 全域                    | 北九州市立鳴水小学校     | 北九州市立黒崎中学校 |

## 交通

### バス
域内のバス停と系統は以下のとおりである。
| 運行事業者 | 運行事業者 | 西鉄バス北九州 | 西鉄バス北九州 | 西鉄バス北九州 | 西鉄バス北九州 | 西鉄バス北九州 | 西鉄バス北九州 | 西鉄バス北九州 | 西鉄バス北九州 |
| 系統       | 系統       | 1              | 22             | 40             | 41             | 42             | 90             | 91             | 197            |
| 停留所     | 紅梅       | ○              | ○              |                |                |                |                |                |                |
| 停留所     | 紅梅三丁目 |                |                | ○              | ○              | ○              | ○              | ○              | ○              |
| 停留所     | 久喜町     |                |                | ○              | ○              | ○              | ○              | ○              | ○              |

### 道路
- 国道3号

## 施設

### 公共施設
- 紅梅町公民館

### 金融機関
- 八幡紅梅一郵便局
- 八幡紅梅四郵便局

### 商業施設
- スピナ 紅梅店

### 社会福祉施設
- あじさい保育所

### 寺社
- 日通寺

### 公園
- 紅梅公園
- 紅梅2号公園
- 揚公園